# 清姫舞
清姫 舞（きよひめ まい、1968年9月12日 - ）は、日本の元AV女優。
身長:160cm。スリーサイズ:B83・W61・H82。血液型:AB型。

## 略歴・人物
1989年、『私が噂のバスバスガイド』（VIP）でAVデビュー。
元バスガイドという経歴から、それをモチーフにした作品が多い。   
2作目の『母をたずねて三千発』（VIP）では、清姫の実家で撮影が行われ、仏壇前でのカラミや実母の出演（清姫と共にインタビューを受けている）で話題となった。 
1990年頃に引退。引退後、トラックドライバーとして勤務している姿を目撃したと、共演経験のある男優が雑誌の連載記事に記している。

## 出演作品

### アダルトビデオ
- 私が噂のバスバスガイド（1989年4月21日、VIP） [1]※デビュー作
- 母をたずねて三千発 噂以上のバスバスガイド（1989年、VIP）[1]
- 清姫舞のビシバス行きます!!（1989年、EVE）
- 愛虐の檻（1989年、シネマジック）
- あぶない放課後 5（1989年6月1日、V&Rプランニング）共演:若葉みどり
- ビデオSEXY倶楽部 Vol.37（1989年、宇宙企画）他出演:南野まりあ
- おしゃぶりグランプリ 咥え上手な乙女たち 16 FINAL （1989年、シネマジック）他出演:林由美香、藤村美々、西田理沙、工藤りえ、沙也加、浅野しおり
- バスバスガイド・ファイナル 清姫、香港にいくーっ!!（1989年12月22日、VIP）[1]
- SEX SPECIAL 〜Sexual Ecstasy X スペシャル〜（1990年1月27日、VIP）共演:庄司みゆき、鮎川真理[1]
- スキャンダラスな女優たち（1993年、VIP）総集編 他出演:青山ちはる、浅井理恵、豊丸、鮎川真理、小林ひとみ、貝満ひとみ、林かづき、神崎めぐみ、天野夕紀、憂花かすみ、森田圭子、神代弓子[1]
- Pix by CINEMAGIC Vol.1（1993年、大洋図書）総集編 他出演:前田美樹、工藤恵、加山なつ子、望月未来、本庄美樹、島崎里矢、君島愛、上田美緒、原田美江

### ピンク映画
- 清姫舞のビシバス行きます!!（新東宝）[2]